# Karin Aurivillius
Karin Aurivillius (1920–1982) va ser una química i cristal·lògrafa sueca de la Universitat de Lund (Suècia). Va determinar les estructures cristal·lines de molts compostos de mercuri.
Durant la dècada del 1960 va ajudar a desenvolupar la cristal·lografia a Suècia mentre treballava estretament amb el seu marit i company Bengt Aurivillius (1918–1994), professor de química inorgànica a la mateixa universitat.
Per revelar la química estructural dels compostos inorgànics de sofre o d'òxid de mercuri(II) va estudiar les estructures cristal·lines mitjançant raigs X i mètodes de difracció de neutrons. Algunes de les seves investigacions es van dur a terme a l'Institut d'Investigació d'Energia Atòmica de l'Atomic Energy Research Establishment (AERE) situat a Didcot, Oxfordshire (Regne Unit).
L'aurivilliusita, una espècie mineral extremadament rara, va ser anomenada en honor seu per l'any 2002 «les seves importants contribucions a la química cristal·lina dels compostos inorgànics que contenen mercuri».